# PZL M28

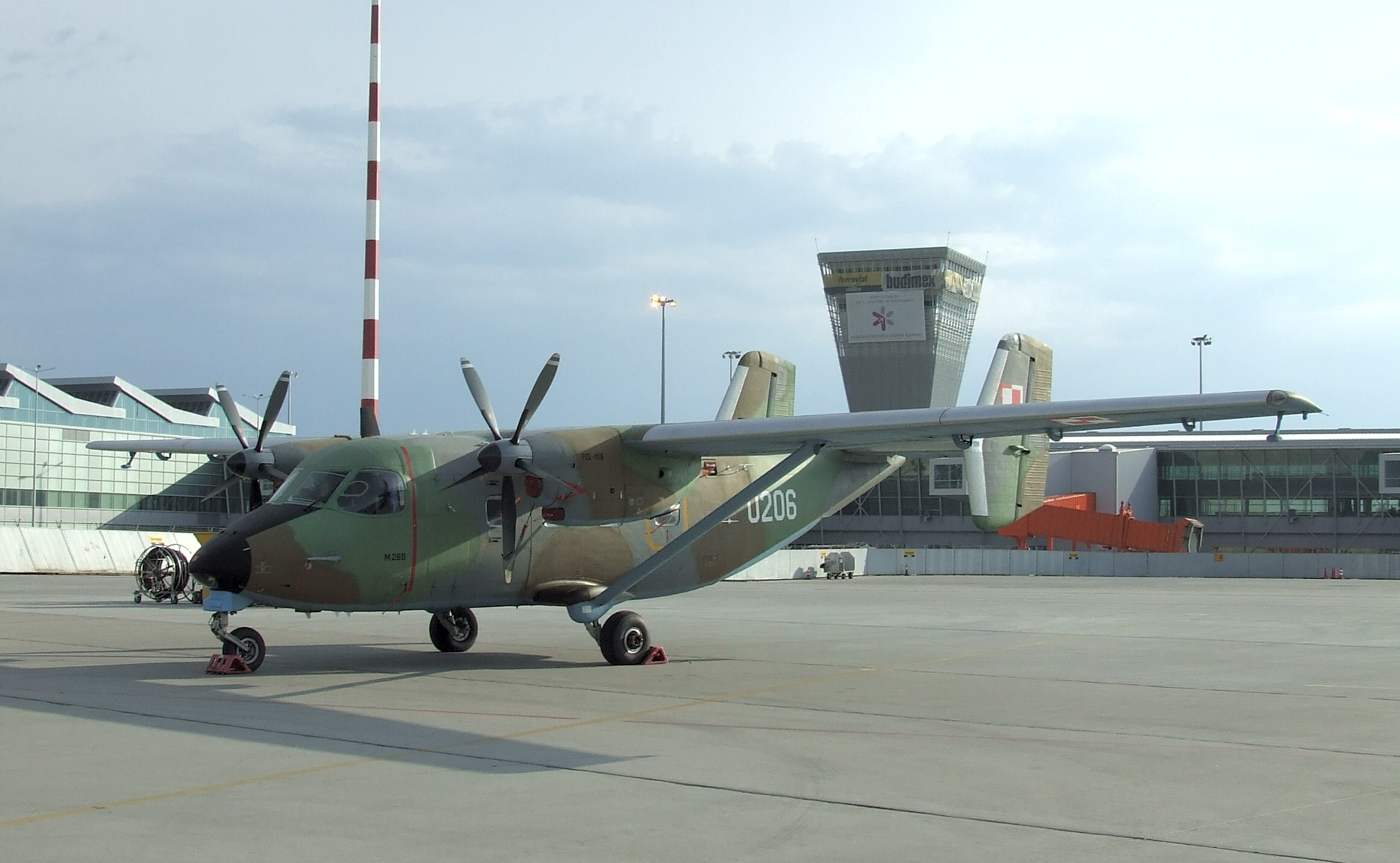
PZL M28 der polnischen Luftwaffe

Die PZL M28 Skytruck ist ein Kurzstrecken-Transportflugzeug des polnischen Herstellers PZL Mielec. Sie entstand aus der sowjetischen Antonow An-28. Die von zwei Turboprops angetriebene M28 zeichnet sich durch STOL-Eigenschaften (Startstrecke: 325 m) aus und kann von behelfsmäßigen Flugfeldern aus operieren. Erhältlich ist sie in einer Passagierversion mit 19 Sitzplätzen, wie auch in einer Frachtversion (3085 kg Nutzlast), als Sanitätsflugzeug und als Militärtransporter. Eine leicht veränderte Version der M28 wird unter der Bezeichnung M28B Bryza (Seewind, Brise) angeboten. Die Maschine hat keine Druckkabine.

## Export
Die Spezialeinsatzkräfte der US-amerikanischen Luftwaffe (AFSOC) erhielten insgesamt 17 Maschinen, von denen die erste im Juni 2009 geliefert wurde. Die Flugzeuge gehörten zum 318th Special Operations Squadron (Spezialkräftestaffel) des 27th Special Operations Wing (Spezialkräftegeschwader) auf der Cannon Air Force Base in New Mexico. Die Flugzeuge werden von der Sierra Nevada Corporation als Zwischenhändler angekauft. Die Maschinen wurden unter der Bezeichnung C-145A Combat Coyote u. a. in Afghanistan und Afrika eingesetzt. Im April 2013 wurden die Maschinen und ihre Besatzungen an das 6th Special Operations Squadron in Duke Field, Florida, abgegeben. 11 Maschinen wurden später eingelagert. Davon wurden zwei an die Estnischen Luftstreitkräfte abgegeben. Die letzten vier C-145A wurden im Dezember 2022 außer Dienst gestellt.

## Militärische Nutzer
Deutschland
Bundeswehr: 2 (geleast mit ziviler Zulassung)
 Ecuador
Ejército Ecuatoriano (Landstreitkräfte): 1 (ausgeliefert im August 2018)
 Estland
Estnische Luftstreitkräfte: 2 (gebrauchte US-Exemplare)
 Indonesien
Nationalpolizei: 4
 Nepal
Armee: 3 (1 Exemplar 2017 abgestürzt, 2 geliefert 2019)
 Polen
Luftstreitkräfte: 25
Marine: 16
Grenzschutz: 1
 Venezuela
Armee: 12
Nationalgarde: 13
 Vereinigte Staaten
Air Force Special Operations Command: 17
 Vietnam
Luftstreitkräfte: 2

## Technische Daten

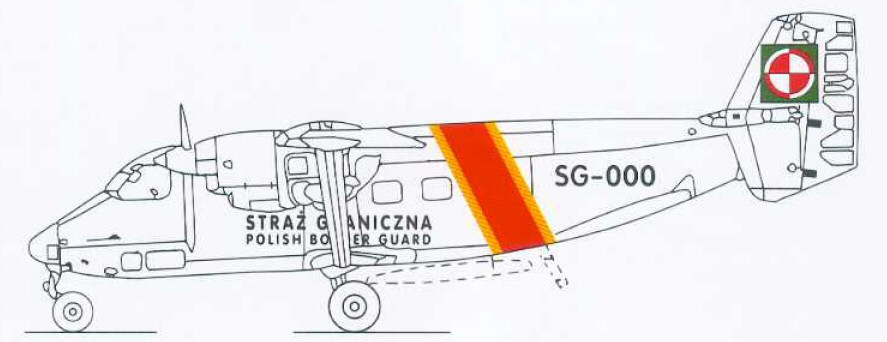
PZL M28B Bryza

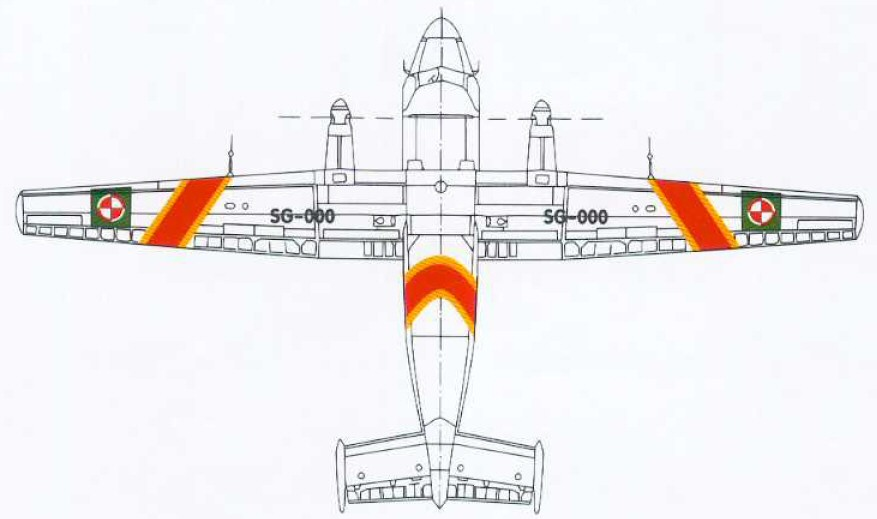
PZL M28B Bryza

| Kenngröße             | Daten                                                                       |
| --------------------- | --------------------------------------------------------------------------- |
| Besatzung             | 2                                                                           |
| Passagiere            | 12 Fallschirmspringer oder 19 Soldaten                                      |
| Länge                 | 13,1 m                                                                      |
| Höhe                  | 4,9 m                                                                       |
| Spannweite            | 22,06 m                                                                     |
| Kabinenbreite         | 1,74 m                                                                      |
| Kabinenlänge          | 5,26 m                                                                      |
| Kabinenhöhe           | 1,72 m                                                                      |
| Zuladung              | max. 2300 kg                                                                |
| Leermasse             | 4090 kg                                                                     |
| max. Startmasse       | 7500 kg                                                                     |
| Tankinhalt            | max. 2280 kg                                                                |
| Reisegeschwindigkeit  | 244 km/h                                                                    |
| Höchstgeschwindigkeit | 355 km/h                                                                    |
| Dienstgipfelhöhe      | 6200 m                                                                      |
| Reichweite            | 1500 km                                                                     |
| Triebwerke            | 2 × Turboprop P&W-PT6A-65B mit je 809 kW (1.100 PS) an Fünfblatt-Propellern |